# All Apologies
All Apologies ist ein Lied der US-amerikanischen Rockband Nirvana. Es erschien am 6. Dezember 1993 zusammen mit dem Song Rape Me und war die zweite Singleauskopplung aus ihrem dritten Studioalbum In Utero, das im September 1993 veröffentlicht wurde.

## Hintergrund
Kurt Cobain schrieb All Apologies bereits 1990, also drei Jahre vor der Veröffentlichung des vierten Albums In Utero, auf dem der Song zu finden ist. Die ersten bekannten Versionen des Liedes wurden am 1. Januar 1991 von Craig Montgomery in Seattle aufgenommen.
Die In Utero-Version wurde schließlich im Februar 1993 von Steve Albini in Canon Falls, Minnesota, USA mit Kera Schaley am Violoncello aufgenommen. Zusammen mit Heart-Shaped Box wurde der Song von Scott Litt gemixt (so wie später auch Pennyroyal Tea), da die Band Bass und Gesang für zu leise befand.
Als der Band von ihrem Label Geffen Records der Dreh eines Musikvideos zu Rape Me untersagt wurde, weigerten sich Nirvana, ein Video zu All Apologies zu drehen, woraufhin MTV einfach die Aufnahmen von ihrem Unplugged-Konzert benutzte. Diese Unplugged-Version erschien auf Nirvanas erstem Live-Album „MTV Unplugged In New York“ und auf ihrem selbstbetitelten Best-Of-Album, das 2002 erschien.

## Bedeutung und Kontroverse
Wie viele andere Nirvana-Songs bezieht auch All Apologies seine Bedeutung eher aus der Stimmung und Atmosphäre als aus dem Text.
Da einige frühe Studio-Aufnahmen von All Apologies sehr poppig gehalten waren, wurde gemutmaßt, dass Cobain das Stück nur aus verkaufstechnischen Gründen geschrieben habe. Allerdings war die finale In Utero-Version dunkler und auch textlich ausgereifter, sodass solche Vermutungen schnell fallen gelassen wurden. Cobain widmete den Song seiner Frau Courtney Love und seiner Tochter Frances Bean (auf dem Reading-Festival 1992).

## Titelliste der Single
1. A. All Apologies (Cobain) – 3:50
2. A. Rape Me (Cobain) – 2:49
3. B. Moist Vagina (Cobain) – 3:34

In einigen Versionen wird „Moist Vagina“ als „MV“ aufgeführt.

## Kommerzieller Erfolg

### Chartplatzierungen
All Apologies / Rape Me erreichte in verschiedenen Ländern Chartplatzierungen in den Top 100, darunter Platz 32 im Vereinigten Königreich. In Frankreich belegte die Auskopplung Rang 20, in Neuseeland Position 32 und in Belgien Platz 43. In Deutschland konnte sich die Single dagegen nicht in den Charts platzieren.

### Auszeichnungen für Musikverkäufe
| Land/Region                  | Auszeichnungen für Musikverkäufe (Land/Region, Auszeichnung, Verkäufe) | Verkäufe  |
| ---------------------------- | ---------------------------------------------------------------------- | --------- |
| Australien (ARIA)            | Platin                                                                 | 70.000    |
| Vereinigte Staaten (RIAA)    | Platin                                                                 | 1.000.000 |
| Vereinigtes Königreich (BPI) | Silber                                                                 | 200.000   |
| Insgesamt                    | 1× Silber · 2× Platin ·                                                | 1.270.000 |

Hauptartikel: Nirvana (US-amerikanische Band)/Auszeichnungen für Musikverkäufe

## Auszeichnungen
All Apologies war bei den Grammy Awards 1995 in den Kategorien Best Rock Song und Best Rock Performance by a Duo or Group with Vocal nominiert, unterlag aber Streets of Philadelphia von Bruce Springsteen bzw. Crazy von Aerosmith.

## Trivia
- Beide Versionen von All Apologies sind in der Episode All Alone der amerikanischen Fernsehserie Six Feet Under zu hören.
- Bevor man sich auf den Titel All Apologies einigte, wurde das Lied unter anderem unter dem Titel Lalala-alternateen Anthem aufgeführt.
- Etwa ein Jahr nach Veröffentlichung wurde All Apologies von Sinéad O’Connor gecovert. Am 13. September 1994 erschien dazu ein eigenes offizielles Musikvideo.[4]